# Raymond W. Yeung
Raymond W. Yeung, auch Yeung Wai Ho,  Yang Weihao, (* Juni 1962 in Hongkong) ist ein chinesischer Informationstheoretiker und Begründer des Gebiets der Netzwerkcodierung.

## Leben
Yeung ging in Kowloon auf das Wah Yan College (eine von den Jesuiten gegründete Eliteschule) zur Schule und studierte an der Cornell University Elektroingenieurwesen mit dem Bachelor-Abschluss 1984, dem Master-Abschluss 1985 und der Promotion bei Toby Berger 1988 (Some results on multiterminal source coding). Danach war er an den Bell Laboratories in Holmdel in der Abteilung Leistungsanalyse von Computern. Seit 1991 lehrt er an der Chinesischen Universität Hongkong (CUHK). Dort ist er Choh-Ming Li Professor für Informationsingenieurwesen und seit 2010 Kodirektor des Institute of Network Coding.
Er ist ein Pionier in der Netzwerkcodierung und befasst sich mit Informationstheorie und Wahrscheinlichkeitstheorie. Von ihm stammen Standardwerke und Lehrbücher über Netzwerkcodierung und Informationstheorie (seit 2014 auch einem Online-Kurs in MOOC-Form).
Als die Raumsonde Galileo 1991 Funktionsprobleme bekam, die ihre Mission gefährdeten, war er einer derjenigen, denen es gelang, doch noch eine Datenübertragung der Bilder von Jupiter und seinen Monden zur Erde sicherzustellen (Entwurf eines 25-Bit-Synchronisationsmarkers).
Er entdeckte Mitte der 1990er Jahre mit Zhen Zhang die ersten Ungleichungen der Informationstheorie, die nicht vom Shannon-Typ waren (Zhang-Yeung-Ungleichung).
Ende der 1990er Jahre schlug er das Konzept der Netzwerk-Codierung vor, was die Netzwerk-Kommunikation revolutionierte mit sicherer Übertragung, schnellerem Streaming und schnellerem Daten-Herunterladen. Er hält zehn Patente (Stand 2020)  auf BATS-Codes (Batched Sparse Codes, das sind Netzwerk-Codes für Kommunikationskanäle mit Paketverlust).
2007 erhielt er den Friedrich Wilhelm Bessel-Forschungspreis der Alexander von Humboldt Stiftung, 2016 den IEEE Eric E. Sumner Award und 2018 den ACM SIGMOBILE Test-of-Time Paper Award. 2021 erhielt er die Richard-W.-Hamming-Medaille für fundamentale Beiträge zur Informationstheorie und als Pionier des Netzwerkcoding und seiner Anwendungen (Laudatio). Für 2022 erhielt er den Claude E. Shannon Award.
Er ist Fellow der Hong Kong Institution of Engineers und der Hong Kong Academy of Engineering sowie des IEEE.

## Schriften (Auswahl)
Bücher:
- A First Course in Information Theory. Kluwer Academic/Plenum Publishers, 2002.
- mit S.-Y. R. Li, N. Cai: Network Coding Theory. Now Publishers 2006.
- Information Theory and Network Coding. Springer, 2008.
- mit Shenghao Yang: BATS Codes: Theory and Practice. Morgan & Claypool Publishers, 2017.

Einige Aufsätze:
- A new outlook on Shannon's information measures. IEEE Transactions on Information Theory, Band 37, 1991, S. 466–474.
- mit Z. Zhang: A non-Shannon-type conditional inequality of information quantities. IEEE Transactions on Information Theory, Band 43, 1997, S. 1982–1986
- A framework for linear information inequalities. IEEE Transactions on Information Theory, Band 43, 1997, S. 1924–1934
- mit Z. Zhang: On characterization of entropy function via information inequalities.  IEEE Transactions on Information Theory, Band 44, 1998, S. 1440–1452
- mit Z. Zhang: Distributed source coding for satellite communications. IEEE Transactions on Information Theory, Band 45, 1999, S. 1111–1120
- mit Rudolf Ahlswede, N. Cai, S. Y. R. Li: Network information flow. IEEE Transactions on Information Theory, Band 46, 2000, S. 1204–1216
- mit N. Cai: Secure network coding. Proceedings IEEE International Symposium on Information Theory, 2002, S. 323
- mit S. Y. R. Li, N. Cai: Linear network coding.  IEEE Transactions on Information Theory, Band 49, 2003, S. 371–381
- mit S. Y. R. Li, N. Cai, Z. Zhang: Network coding theory. Teil 1 (Single source),  Foundations and Trends in Communications and Information Theory, Band 2, 2006, S. 241–329
- mit N. Cai: Network error correction. 2 Teile, Communications in Information & Systems, Band 6, 2006, S. 19–35, 37–54
- mit X. Yan, Z. Zhang: An implicit characterization of the achievable rate region for acyclic multisource multisink network coding, IEEE Transactions on Information Theory, Band 58, 2012, S.  5625–5639
- mit S. Yang: Batched sparse code. IEEE Transactions on Information Theory, Band 60, 2014, S. 5322–5346
- mit F. Cheng: Performance Bounds on a Wiretap Network with Arbitrary Wiretap Sets, IEEE Transactions on Information Theory, Band 60, 2014, S. 3345–3358
- mit  S. L. Fong: Cut-set bounds for networks with zero-delay nodes, IEEE Transactions on Information Theory, Band 61, 2015, S. 3837–3850
- mit F. Cheng, K. W. Shum: Imperfect secrecy in wiretap channel II, IEEE Transactions on Information Theory, Band 61, 2015, S. 628–636